# Deutsches Tierärzteblatt
Das Deutsche Tierärzteblatt (Dt. TÄBl.) ist eine tiermedizinische Fachzeitschrift, die monatlich erscheint und von der Bundestierärztekammer herausgegeben wird. Da alle tierärztlich Tätigen in Deutschland Pflichtmitglied einer Tierärztekammer sind, bekommen sie diese Zeitschrift zugestellt. Die Auflage beträgt etwa 40.000 Stück pro Monat, verlegt wird sie vom Deutschen Ärzteverlag, Köln. Das Deutsche Tierärzteblatt entspricht in seiner Ausrichtung etwa dem Deutschen Ärzteblatt der Humanmediziner.
Im Deutschen Tierärzteblatt werden neue Rechtsvorschriften bekanntgegeben und redaktionell aktuelle Entwicklungen in der Tiermedizin dargestellt. Zudem veröffentlicht es Nachrichten aus der Berufs- und Standespolitik und der regionalen Tierärztekammern, Tierseuchenberichte, Stellenanzeigen und Ankündigungen von Fortbildungsveranstaltungen und Fachmessen.
Innerhalb der Tierärzteschaft wird das Deutsche Tierärzteblatt liebevoll-spöttisch „Grüner Heinrich“ genannt nach der Farbe seines Äußeren und dem Vornamen seines ersten Schriftleiters Heinrich Gedder.
Eine gleichnamige Zeitschrift erschien bereits von 1934 bis 1945 als „Amtsblatt der Reichstierärztekammer“.